# Scipione Borghese (kníže)
Kníže Luigi Marcantonio Francesco Rodolfo Scipione Borghese známější jen jako Scipione Borghese (11. září 1871 Migliarino – 18. listopadu 1927 Florencie) byl italský průmyslník, politik, dobrodruh, horolezec a automobilový závodník.
Známý je především účastí a vítězstvím v automobilovém závodě Peking - Paříž v roce 1907, ve kterém jel ve voze Itala s novinářem Luigim Barzinim. Většinu trasy ale řídil Ettore Guizardi, Borghesův šofér.
Mezinárodně se Borghese ale proslavil už před rokem 1907 jako cestovatel objevitel, diplomat a horolezec. V roce 1900 dokončil cestu po Asii od Perského zálivu až k Tichému oceánu. Své zážitky popsal v knize In Asia: Siria, Eufrate, Babilonia vydané v roce 1902. Kniha zaznamenala velký úspěch. Podnikl i cestu po Číně, kterou popsal také.
V letech 1904 až 1913 byl poslancem italského parlamentu za Partito Radicale. Později statečně bojoval v první světové válce.